# Distrito de Ukhrul
Ukhrul es un distrito de la India en el estado de Manipur. Código ISO: IN.MA.UK.
Comprende una superficie de 4 547 km².
El centro administrativo es la ciudad de Ukhrul.

## Demografía
Según censo 2011 contaba con una población total de 183 115 habitantes, de los cuales 89 102 eran mujeres y 94 013 varones.